# Calico Jack
John Rackham, conosciuto anche come Calico Jack (Bristol, 21 dicembre 1682 – Port Royal, 18 novembre 1720) è stato un pirata britannico, particolarmente noto per il suo Jolly Roger, che consisteva in un teschio con due sciabole incrociate sotto.
Il suo nome derivava dal tessuto calicò degli abiti che era solito indossare e dal nomignolo Jack derivato da John. John Rackham è anche noto per aver avuto nella sua ciurma due delle più famose figure piratesche femminili del suo tempo, ossia Anne Bonny e Mary Read.

## Biografia
Jack iniziò la sua carriera nella pirateria come capoguardia sulla nave da guerra inglese Nettuno, sotto il comando del capitano Charles Vane. Quando il capitano si rifiutò di attaccare una nave francese, l'equipaggio si ammutinò e nominò come nuovo capitano Jack, il quale ordinò subito di attaccare la nave francese e accumulò così una consistente ricchezza.

### Carriera nella pirateria

La variante del Jolly Roger attribuita a Rackham, nonostante non vi siano riscontri storici dell'epoca

Jack chiese poi il perdono del re e si ritirò a New Providence. Qui si innamorò di Anne Bonny, una talentuosa e affascinante piratessa moglie di un certo James Bonny, e quando la loro relazione divenne pubblica, il Governatore di New Providence minacciò di arrestare Anne per il suo adulterio. I due decisero allora di rubare uno sloop e fuggire. Tuttavia Jack temeva che gli uomini dell'equipaggio si sarebbero rifiutati di navigare con una donna a bordo, poiché si diceva che portasse sfortuna. Pare che da quel giorno Anne assunse il nome di "Adam Bonny", iniziando a vestirsi da uomo e a spacciarsi per tale, diventando ben presto uno dei membri più rispettati dell'equipaggio.

### Cattura e morte
Dopo saccheggi di Jack alle Bahamas, il Governatore locale decise di inviare un'armata per catturarlo ma il pirata riuscì a fuggire. In seguito cercò rifugio in Giamaica, dove catturò diverse navi da pesca e uno sloop.
Il governatore della Giamaica decise infine di inviare un cacciatore di pirati chiamato Capitan Barnet, che assolse il suo compito catturando il famoso pirata assieme all'intero equipaggio. Poche settimane dopo, il 16 novembre 1720, vennero tutti giustiziati a Santiago de la Vega in Giamaica tramite impiccagione a seguito di sommario processo, con l'unica eccezione di Mary Read e Anne Bonny che non furono impiccate poiché in gravidanza.
Una leggenda narra che al patibolo era presente Anne Bonny, l'amante del pirata, che nel momento decisivo dell'impiccagione del compagno gli disse con amarezza: "Se tu avessi combattuto da uomo, a quest'ora non ti saresti fatto impiccare come un cane!".

## Influenze nella cultura di massa
- Ha ispirato il personaggio di Calico Yooki nel manga One Piece.
- È anche un personaggio del videogioco Sid Meier's Pirates!
- Nella saga cinematografica Pirati dei Caraibi, la sua bandiera viene utilizzata dalla Perla Nera; inoltre, a lui è ispirato il personaggio di Jack Sparrow.
- Il gruppo power metal tedesco Running Wild gli ha inoltre dedicato un brano intitolato Calico Jack dal disco Port Royal.
- La bandiera pirata a lui ispirata, variante del Jolly Roger, è presente nello stemma dei Tampa Bay Buccaneers.
- È presente nel videogioco Assassin's Creed IV: Black Flag.
- È presente nel telefilm Black Sails, interpretato da Toby Schmitz.
- Nel videogioco Claw della Monolith Production, durante il livello 5 compare su un muro un avviso di taglia recante il nome di Calico Jack e un ritratto antropomorfo del pirata sotto forma di gatto.
- Nella serie a cartoni animati The Octonauts, il personaggio Kwazii, un gatto antropomorfo, è nipote di un pirata di nome Calico Jack.
- Nella prima stagione della serie Our flag means death, Calico Jack compare come vecchio amico di Barbanera.